# Hunyadi János utca (Miskolc)
A Hunyadi János utca, régi nevén Hunyad utca Miskolc egyik ősi utcája, a legkorábbi topográfiai pontok egyike, amely a Diósgyőrbe vezető országút kiinduló pontjának számított. Ennek végén – a város terjeszkedésétől függően történelmileg más-más ponton – helyezkedett el a város nyugati kapuja, a Győri kapu. Az utca a Városház tértől indul, nyugati folytatása a Tízeshonvéd utca. A Hunyadi (János) nevet a 19–20. század fordulója körül kapta.
A Hunyad utca neve valószínűleg a Honod személynévből ered. Az utca a Piac utca nyugati meghosszabbítása, ezen követhető nyomon a város mindenkori nyugati határának változása. Nyomvonalát a Szinva kanyargós malomárka határozta meg, így az utcafronti beépítés minden rendezettséget nélkülözött, és ez az utcán való közlekedést is megnehezítette. A városi vezetést az 1878-as árvíz következményei győzték meg a változtatás szükségességéről. Mivel az utca északi épületei egy vonalban helyezkedtek el, ehhez mérve alakították ki a déli oldalt. Megszabták az utca szélességét, az ettől való eltérést bontással, vagy a homlokzat átalakításával kellett megoldani. A malmokat felszámolták, a csatorna medrét pedig a telektulajdonosoknak kellett befedni. Az új utcarend ha nem is gyorsan, de következetesen megvalósult az 1930-as évekre.
A Hunyadi utca nevezetesebb épületei közé tartozik a Városháza új épülete, a Mikuleczky–Lévay-ház, Lévay József költő, illetve Szalay Lajos grafikus lakása, a Báji Patay-ház, amelyben ma kollégium működik, a Luther-ház és a belvárosi evangélikus templom, a Petró-ház, ami a Miskolci Galéria egyik kiállítóhelye. A déli oldalon a hatalmas Lichtenstein-palotát és a Zenepalotát kell kiemelni.

## Története
Miskolc úthálózatának a magva már a kora középkorban kialakult, és ez lényegesen nem is változott a következő évszázadokban sem. A város főutcájának számító Piac utca nyugati folytatása volt a Hunyad utca (később Nagy-Hunyad utca néven is), amit egy 1376-os oklevél említ, és mint ilyen, a legkorábbi helymegjelölési, topográfiai pontok egyikének számít. A Hunyad név – az erdélyi Hunyad földrajzi nevek analógiája alapján – személynévi (Honod) eredetű, de mindeddig nem került elő olyan forrás, ami egy egykori Hunyad korabeli jelenlétére utalna. Ezen az utcán haladt az országúti forgalom Diósgyőr irányába. A Szinván, a Hunyad utca akkori nyugati végén (a mai Bartók téren) működött egy malom (Bük- vagy Bükk-malom), amiről 1461-ből van írásos adat, de a 20. század végén végzett ásatási adatok is igazolják. Ennek közelében állt a Hunyad utcai kapu, amit nem sokkal később már Győri (Diósgyőri) kapu néven említettek. Ez az első, a Diósgyőr felé vezető úton elhelyezkedő kapu a mai Zenepalota mellett állt, így ez volt a Hunyad utca nyugati vége. A város területének növekedése miatt a kapu folyamatosan nyugatra helyeződött át. A 18. század elejére Miskolc beépített határa a mai Hunyadi és Kis-Hunyad utcák találkozásáig, a Tízeshonvéd utca elejéig tolódott ki. Ezt az állapotot rögzíti az 1702-es Kötelkönyv, a korabeli teleknyilvántartás. A város terjeszkedése természetesen nem állt meg, új építkezéseket engedélyeztek nyugat felé, sőt itt építették fel a város sörházát, ami később beépült a József laktanya, a mai Herman Ottó Gimnázium épülettömbjébe. A közelben, a Szinva-csatornán épült a Bük család másik malma (később a Borsy, a Dőry, majd a Takács család birtokolta). Az 1920–30-as években a Serház és a Takács-malom között húzódott a város határa, de ez már a Tízeshonvéd utca történetéhez kapcsolódik.
A Hunyad utca nyomvonalának alakulását jelentős részben a Szinva, illetve a Szinva malomcsatornájának futása határozta meg. A Szinva-csatorna a Szinva főmedrétől északra futott kanyargós mederben, és malmokat telepítettek rá. A Hunyad utca déli épületei ennek a kanyargásnak következtében (is) egyenlőtlen vonalban helyezkedtek el, az utcafronton két egymás mellé, egyenes vonalban épített ház nem volt, ráadásul a malomárok és a Szinva közötti területet is beépítették. A helyzetet tovább rontotta az 1878-as árvíz, ami után bűzös, mocsaras részek jöttek létre, és építészetileg is teljes káosz alakult ki. A város vezetését már régóta, ezt megelőzően is foglalkoztatta a helyzet, majd 1893-tól már kiemelten kezelte a Hunyad utca kiigazítását, a malmok megszüntetését és a malomárok betömését. Fölötte új utca nyitását is tervezték, de ez akkor nem valósult meg, a mai Szent István utca később jött létre. Az egyik helyi újság 1894-ben azt írta, hogy „a Nagy-Hunyad utczának első része a Városház-tértől egész az emberpiaczig [ma Bartók tér], a másik része pedig a sárga fürdőig [ma Hunyadi utca 21.] a malom nyitott árkának felhagyása után nemcsak rendetlen, de az alacsony, s nem egyenes vonalban épített házak miatt szemsértő és dísztelen is”. A dísztelenség volt a legkisebb gond, a nagyobbat a közlekedési nehézségek jelentették. A városi építési szakbizottság ezért javaslatot dolgozott ki, miszerint az utca 19 méter szélességű legyen, ennek érdekében egyes házakat lebontásra, másokat átalakításra javasolt. Az 1904-es tervet Adorján (Adler) Károly városi főmérnök és Szűcs Sándor városi mérnök írta alá, és Szentpáli István polgármester ellenjegyezte. A közgyűlés elfogadta a szabályozási tervet úgy, hogy annak betartása az új építkezésekre vonatkozott, a többi tulajdonosnak másfél évtizeden belül kellett a házuk homlokzatát az új nyomvonalon kialakítani, a Szinva-csatorna medrét pedig minden tulajdonosnak tégla boltívvel kellett befedni. Az utca északi vonalán a 2-4-6-8. számú épületek már léteztek, ezek megfeleltek az előírásoknak. Néhány később, a feltételeknek megfelelő ház felépítése után az 1930-as évekre alakult ki a Hunyadi utca mai utcaképe. A Hunyadi–Dayka Gábor–Kis-Hunyad utca által közrefogott, alakja után „vasaló tömb”-nek nevezett terület egységes, a hagyományokat megőrző, korszerű elvek szerinti megújítására (benne egy művészeti iskolával) az 1990-es évek végén konkrét terv született, de ez nem valósult meg.
1947-ben, amikor sor került a Nagy-Miskolc létrejötte után többszörösen előforduló utcanevek rendezésére, ez az utca tarthatta meg a Hunyadi János utca nevet. Diósgyőrben János utca, Hejőcsabán Áchim András utca lett az új név.

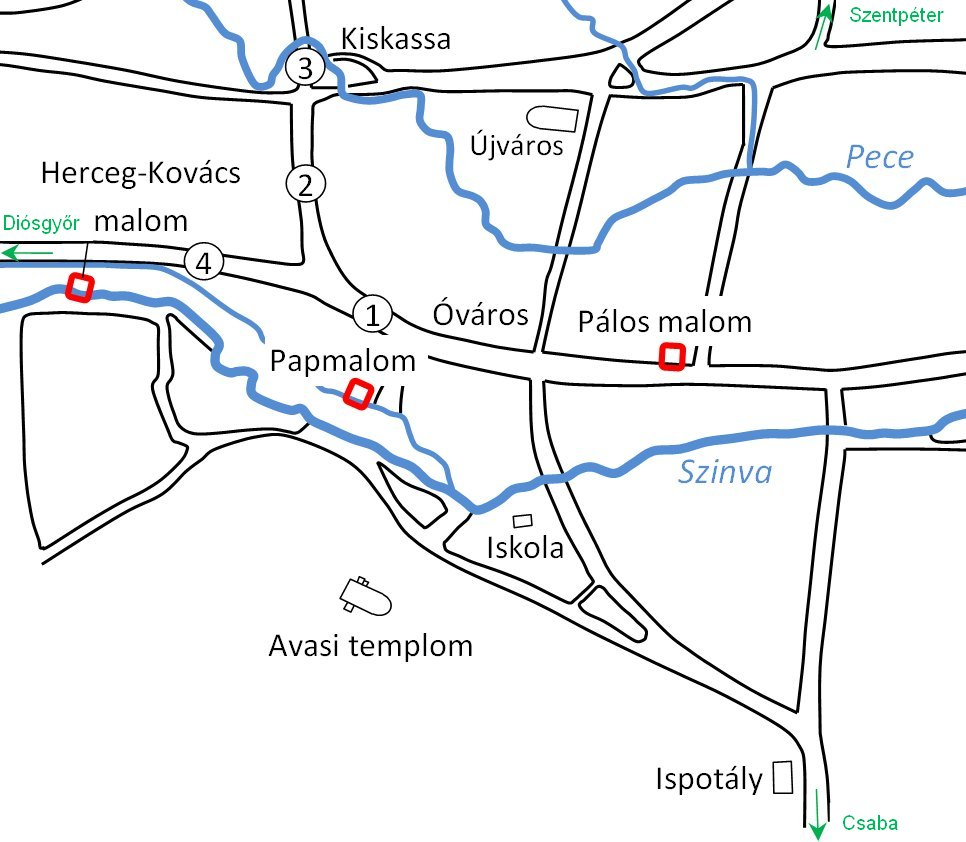
Miskolc városszerkezete a középkorban (utcák: 1 – Piac, 2 – Mészár, 3 – Fábián, 4 – Hunyad)
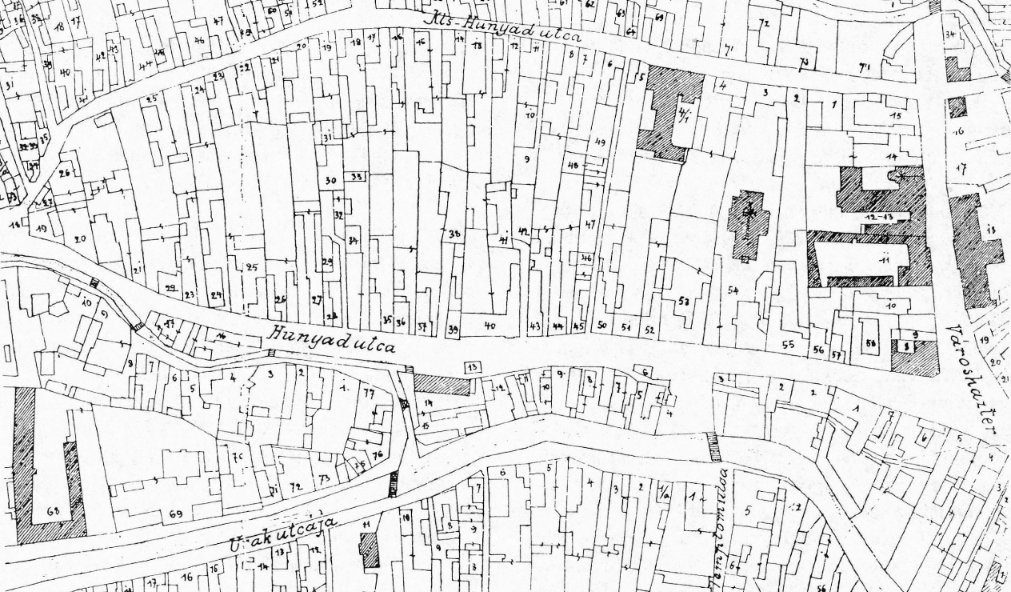
A Hunyad utca térképe, 1899
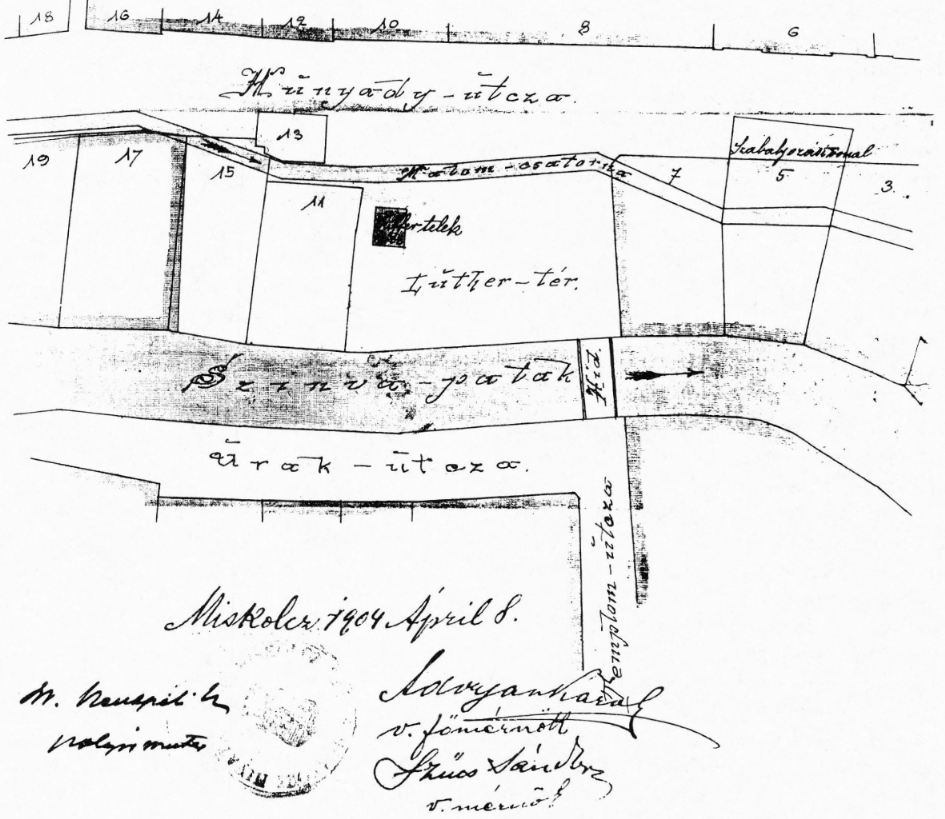
A Hunyadi utca új nyomvonalának terve, 1904

## Épületei
A Hunyadi utcának csak az északi oldala van végig beépítve épületekkel, a déli oldalon a 21. szám után már csak parkosított részek vannak. Ennek a ma Dísz térnek (azelőtt Szökőkút tér, Szent István tér) nevezett, a Hunyadi, a Szent István és a Malomszög utca által közrefogott háromszög alakú területnek a neve korábban Vargaszög volt.

### Északi oldal
A Városháza új épülete (Hunyadi utca 2.)
Miskolc 1870–71-ben épült Városházája a Városház tér 8. alatt áll. A feladatok és a funkciók bővülése miatt az eredeti épületet hamar kinőtték, és sorra elfoglalták a szomszédos 10. és a 12. számú épületeket is. A további terjeszkedés, illetve bővítés már a 20. század végén felmerült, és kézenfekvőnek tűnt a Hunyadi utca 2. szám alatti földszintes ház igénybevétele. A házban működött a 19. század második felében Rácz Ádám nyomdája, amit 1878-ban eladott Forster Rezsőnek. Forster az 1878-as árvíz után felújította a házat, és tovább működtette a nyomdáját benne. A nyomda 1949-ben, immár Borsodi Nyomda néven a Széchenyi utcára költözött, a házban pedig egy darabig cukrászda működött. A Városháza új épülete ennek a helyén épült meg 2010 és 2012 között, Viszlai József tervei alapján. Az épület kétemeletes, modern stílusú, párkánymagassága azonos a szomszédos épületével. A ház keleti felén szintenként három kereteletlen, egyenes záródású ablak van. A második emeleti ablakok felett helyezték el a „VÁROSHÁZA” feliratot. Az ablakoktól nyugatra van a monumentális, üvegből készült főbejárat, ami előtt az egyik oldalon hat, a másikon hét egyszerű tartóoszlop áll. Ezek felett egy kilátóterasz található. Az épületrész utolsó traktusa egyszerű négyzetes toronyszerű kiképzést kapott, tetején kilátótérrel.
Mikuleczky–Lévay-ház (Hunyadi utca 4.)
A Hunyadi utca 4. számú telken valójában két ház áll, a bal oldali épület műemlék. Mindkettő egyemeletes, mindkettő 1+2+1 tengelyes elrendezésű, a jobb oldali díszesebb, a bal oldali régiesebb, a jobb oldali magasabb. Közös bejáratuk a bal oldali épületrészben van. Miskolc 1817-es térképén ezen a telken még három tulajdonos három háza állt. Az egyik Kun Jánosé volt, akinek jogi végzettségű fia, Kun Miklós 1841–44 között Miskolc főbírája volt, az 1848–49-es szabadságharc alatt a miskolci nemzetőrség hadnagyaként harcolt, Miskolc történetéről írott könyve fontos forrásanyag. Az ő Ilona lányát Mikuleczky István ügyvéd vette feleségül, és így ők lettek a ház tulajdonosai. Ebben a házban lakott 1849-ben, az orosz megszállás alatt Ivan Paszkevics, a cári csapatok vezére. A házat Mikuleczkyék 1882-ben, Kun János tervei alapján átépítették, majd 1895-ben újra átalakították. A szomszédos épületet valamelyik Mikuleczky utód építtette, és az 1895-ös építkezéskor építették össze a két házat, ismét Kun János tervei alapján. A jobb oldali házban élt 1944-ig Mikuleczky Gyula alispán. A bal oldali épületben lakott élete utolsó évtizedében Lévay József költő, akadémiai tag, megyei főjegyző, a jobb oldali házban pedig 1988-tól haláláig, 1995-ig Szalay Lajos grafikus élt feleségével. Mindkét 4-es számú ház homlokzatán márványtáblák emlékeztetnek híres lakóikra.
Báji Patay-ház (Hunyadi utca 6.)
Műemlék. A ház egykor Báji Patay Gyuláné, született Szathmáry Király Anna tulajdona volt. A férj, Báji Patay Gyula korán elhunyt gazdag földbirtokos volt. Az eredetileg földszintes épület a 18. században épült, 1808 és 1811 között Szathmáry Király József átépíttette. Az 1878-as árvízben ez a ház is károkat szenvedett. Homlokzatát – az emeletráépítéssel együtt – 1922-ben fejezte be a mindszenti Klir Vencel építész. 1927-ben az itt működő városi zeneiskola átköltözött a közeli Zenepalotába. Az 1930-as évek végén a földszint négy tengelyében üzletek voltak. 
Zárt sorú,U alaprajzú, alápincézett, egyemeletes épület. Homlokzata klasszicista hatású, 1+3+1 axisú, a középrizalit fölött alacsony timpanonnal (benne egykor a Patay család nemesi címere volt látható). A homlokzat két szélén 1-1, illetve a középen elhelyezkedő, kőkeretes, kosáríves kapubejáró két oldalán 2-2 korinthoszi lizéna emelkedik a ház teljes magasságában. A földszinti ablakok egyenes záródásúak, fölöttük timpanonos szemöldökpárkánnyal. A középrizalit ablakai köríves, a szélsők egyenes záródásúak. Az épületben 1948-tól középiskolai diákotthon működött, majd egy ideig a városi tanács egyik egysége kapott helyet benne. A 2000-es években a Szent Teréz Leánykollégium van benne, a Fráter György Katolikus Gimnázium diákjai használják.
Luther-ház (Hunyadi utca 8. és Hunyadi utca 10. B épület), Belvárosi evangélikus templom (Hunyadi utca 8.)
A Luther-ház a Hunyadi utca nyomvonalának rendezése után épült az utca északi oldalán. Elődépülete a 10. számú házhoz épített földszintes Furman-ház volt, mellette volt a kerítéssel elválasztott templomkert. A telekhez keletről az egyemeletes evangélikus paplak csatlakozott. Az egyemeletes házat, illetve telkét 1893-ban vásárolták meg a hívek adományaiból, és a helyén kétemeletes bérházat emeltek. A terveket, amelyhez egy földszintes iskolaépület is tartozott, Knoblauch Richárd és Mende Ágost készítette. Az építkezésről szóló jegyzőkönyv szerint: „Az épület közép szárnya a régi Furman-féle földszintes ház lebontása által nyert helyre épül. Utczai része az egyházi lelkész lak és a Furman-féle emeletes ház közé és ezen épületek közt húzott egyenes vonalba helyeztetik. A kapunyílás a szabad átjárás végett tágas és burkolattal látták el. Az építkezés tulajdonképpen két épület emeléséből áll, melyek eleje a Nagy-Hunyad utcza felőli 2 emeletes bérház. … A másik építkezés a volt Furman-féle telken, homlokzattal a templom felé néz, s egy földszintes, 4 tantermes, 2 bejárattal ellátott és két tanítói szobát magábafoglaló iskolaépület." A felépülte óta Luther-háznak nevezett épület 5+1+4 axisú, összeépítését tervezték a keleti épülettel, de ez nem valósult meg. Az udvari, egyemeletes szárny hattengelyű. A földszinten boltokat alakítottak ki, az emeleteken lakásokat. Köríves, magas kapubejárója az az első emelet közepéig nyúlik fel, fölötte, a második emeleten a kettős erkélyajtó előtt kovácsoltvas kosarú erkély helyezkedik el. Erkély van az első emeleten is, a jobbról harmadik, illetve a balról második tengelyben. A kapu és az erkély között Luther Márton szobrát helyezték el, Kun József épületszobrász munkáját.

Az evangélikus templom felépítéséhez a helyi lutheránus gyülekezet 1783-ban kapott engedélyt II. Józseftől, és 1797-re készült el a Hunyad és a Kis-Hunyad utca közötti zárt területen, a  Luther-udvarban, de úgy, hogy homlokzata nem nyílt egyik utcára sem. A templom 1817-ben egy villámcsapás következtében teljesen leégett, és az új templom – ugyanazon a helyen – 1820-ra épült fel, de közel 60 méteres, a főhomlokzattól előreugró tornya csak 1864-re készült el. A berendezése 1820-ból való, két harangja acélból készült. A templom oltárképét Székely Bertalan festette 1897-ben (Jézus a Getsemáne-kertben).
Peszkár-ház (Hunyadi utca 10. A épület)
Az egyemeletes ház már a 18. században végén létezett, tulajdonosai az 1793-as összeíráskor a Fáy és a Máriássy családok voltak. Az 1800-as években a görög kereskedő, Peszkár Tamás (1796–1888), majd Mária (máshol Anna) nevű lányáé volt az épület. L alaprajzú, alápincézett ház. Utcai homlokzata héttengelyes, kocsibejárója a két keleti tengelyben helyezkedik el. A korábbi tulajdonosváltások során homlokzata romantikus elemeket kapott. Ablakai félkörös lezárásúak, az emeleti nyílások fölött erőteljes, konzolokra támaszkodó szemöldökpárkányok vannak, ezeken szép díszítések. A középrizalit tengelyében, az emeleten, kőbaluszteres erkély található. Udvarán konzolos függőfolyosó van.
Petró-ház (Hunyadi utca 12.)
A telek a 18. század végén a Máriássy–Fáy családok tulajdonában volt (csakúgy, mint a szomszédos, 14. számú telek), majd többszörös tulajdonoscseréket követően az 1940-es évek elejétől Petró Sándor orvos, műgyűjtő lett a ház tulajdonosa. Petró az 1930-as évektől haláláig, 1976-ig tudományos alapossággal gyűjtötte a képzőművészeti műalkotásokat, és hatalmas gyűjteményét végrendeletileg a Herman Ottó Múzeumra hagyta. A lakóház eredetileg földszintes volt, de 1988-ban felmerült, hogy a házat átalakítva múzeumépületté kellene alkalmassá tenni. Az emeletráépítés és a tetőtér kialakítása Krisztik Pál, a belső kialakítás Viszlai József tervei szerint valósult meg. Íves kapubejárója helyett szélfogós bejáratot hoztak létre, amely egy fogadóhallba vezet. A földszinten munkaszobákat, könyvtárat és kiállító termeket, az emeleten kiállítóteret alakítottak ki. Az épület földszinti ablakai egyenes, az emeletiek köríves záródásúak, és körívesek a tetőtéri kiugró ablaknyílások is. Petró Sándor egykori lakóháza ma a Miskolci Galéria egyik kiállítóhelye, ahol Szalay Lajos állandó kiállítása látható, emellett időszaki kiállításokat is rendeznek benne.
Bartus-ház (Hunyadi utca 14.)
A Hunyadi és a Dayka Gábor utca sarkán álló egyemeletes épület helyén korábban egy földszintes ház állt; a Hunyadi utcára három szoba nézett, és a telekre a 12. számmal közös kapubejárón lehetett bejutni. A ház mellett, a Dajka Gábor utcán állt még egy másik földszintes ház is. A mai épület ezek helyén, Block Ármin és Stimm Lajos miskolci építészek terve alapján épült 1929-ben, az építtető Bartus Dezső ügyvéd volt. A földszinti részen két üzletet és egy ügyvédi irodahelyiséget alakítottak ki, és a földszinten lakott Bartus ügyvéd is a családjával. Az emeleten három bérlakást építettek, és valamennyi lakás – felszereltségét tekintve – a korabeli átlagos városi lakásokat évtizedekkel előzte meg. Építésekor a Dayka Gábor utca csak egy rendkívül szűk köz volt, a házra való rálátás 2010 körül, az út kétszer kétsávossá alakítása után valósulhatott meg. A sarokházat 1985-ben felújították, benne egy fogászati centrum működik.
Tupler-ház (Hunyadi utca 28.)
A lakó- és üzletházat Tupler Mór kereskedő építtette 1903-ban, és ebben működtette 50 négyzetméteres, „Fehér elefánt” nevű fűszer- és gyarmatáru kereskedését. Tervezője Ungár Mór volt, aki a saját lakását szemben, a Sárga fürdő helyén építette fel (Hunyadi u. 19-21.). A ház hosszúsága a Hunyad utcai fronton 13,5 méter, mélysége pedig 10,15 méter volt. Az 1+3 tengelyes épület első, enyhe kiülésű rizalitos tengelyében van a kosáríves kapubejáró (fölötte kovácsoltvas kosarú erkély), innen lehet feljutni az emeleti lakásba (három szoba, konyha, kamra). A földszinti portálok köríves, az emeleti ablakok egyenes zárásúak. Az ablakok fölött profilált szemöldökpárkányok vannak, mezőikben díszekkel. A koronázópárkány alatt, a konzolpárok között kerek padlásszellőző nyílások helyezkednek el. A ház elődépülete egy, a szabályozási vonalból kilógó földszintes ház volt. Érdekesség, hogy az építtető számára előírták, hogy a bontási anyagból saját költségén kell a ház előtti járdát és útszakaszt elkészíteni. Adorján Károly főépítész személyesen ellenőrizte ennek megtörténtét, és csak ezután adta ki a használatba vételi engedélyt.
Tomán-ház (Hunyadi utca 50.)
A mai épület két földszintes (az egyik három-, a másik kétszobás) ház helyére épült 1932-ben. Építtetője Tomán Kálmán vasúti főfelügyelő volt, aki bérházat kívánt létrehozni a Hunyadi utcán. Tervezője és kivitelezője Potenga
Ferenc volt. A földszinten négy, az emeleten három lakást alakítottak ki. A földszint bal oldalán a fő lakás 150 négyzetméteren terült el (hálószoba, ebédlő, fogadószoba, előszoba, konyha, kamra, fürdőszoba), ehhez az udvari részen kapcsolódott egy kisebb, két szoba-konyhás lakás. A jobb oldali lakások annyiban különböztek, hogy ott volt a lépcsőház, ezért az udvari lakás csak garzon lehetett. Az emeleti lakásokhoz összességében nyolc szoba, három előszoba, három konyha, három fürdőszoba, három WC, két cselédszoba és három kamra tartozott. Az épület 1+2+1+2+1 axisú homlokzata kissé vegyes stílusú, némi neoklasszicista vonással, mindazonáltal mozgalmas hatású. Szimmetrikus, egyemeletes épület. Főbejárata középen helyezkedik el, minden nyílás egyenes záródású. A két szélső és a középső tengelyben hármas osztású ablakok vannak, a főbejárat fölé pedig hatosztású ablak került.
Déryné-ház (Hunyadi utca 52.)
A ház építészeti szempontból nem jelentős és nem is Déryné Széppataki Róza háza, de ennek a teleknek egy udvari házrészében lakott 1862-től 1872-ben bekövetkezett haláláig Déryné a húgával. A Hunyadi utcai ház utcai homlokzatán 1923-ban helyezték el az emléktáblát.
Kenyérgyár (Hunyadi utca 56.)
A telken már a 19. században volt pékség, majd a 20. század elején a „Marton-féle Első Miskolczi Kenyérgyár” – a 33 miskolci pékség egyike – működött itt. A kenyérgyár ekkor 25 méter széles és 75 méter hosszú telken feküdt, a Hunyadi utcai front teljesen beépült, és a nyugati oldalon volt a bejáró. A telek északi határán volt a kenyérgyári üzem, mintegy 250 négyzetméter alapterületen. A kenyérgyárat 1913-ban Patzauer (Nagy) Sámuel vette meg, aki 1850-től volt pék Miskolcon, és a Kossuth utcában már volt péksége. Az adásvétel közvetlen oka az volt, hogy Marton Pál új kemencét és hozzá 10 méter magas kéményt akart építeni, ám a szomszédok élénk tiltakozása miatt feladni kényszerült tervét. Az új tulajdonos, Kristyán János sütőmesterrel együtt és a Dirscherl-féle sütődével egyesülve mégis korszerűsítette az üzemet. Reklámjuk szerint „süteményeink nem margarinnal, hanem tiszta vajjal és tejjel készülnek”. 1915-ben – Nagy Sámuel váratlan halála után – fia, Nagy Andor folytatta a munkát, és a kenyérgyár az 1920-as években Felső-Magyarország egyik legnagyobb üzeme lett. 1934-ben a város kenyérszükségletének 20%-át, a péksütemények 35%-át itt állították elő, sőt a 30-as évek közepén már cukrászsüteményeket is gyártottak. Nagy Andornak Miskolcon hat fióküzlete volt, de szállított Sajószentpéterre, Putnokra és Ózdra is. 1938-ban leégett az üzem tetőzete, ezután még talpra álltak, de a termelés folyamatosan csökkent, 1941-ben be is zárták. 1942 és 1944 között a kenyérgyárat a Diósgyőri Vas- és Acélgyár bérelte. 1945-től az özvegy, Nagy Andorné működtette az üzemet – az államosításig. 1950-ben a többi kenyérgyárat összefogva létrejött a Miskolci Kenyérgyár Községi Vállalat, amelynek ez a 03 számú üzeme volt. A kenyérgyár ezután még a rendszerváltás környékéig működött, de a 2010-es években már egyéb vállalkozások működnek a telek építményeiben.

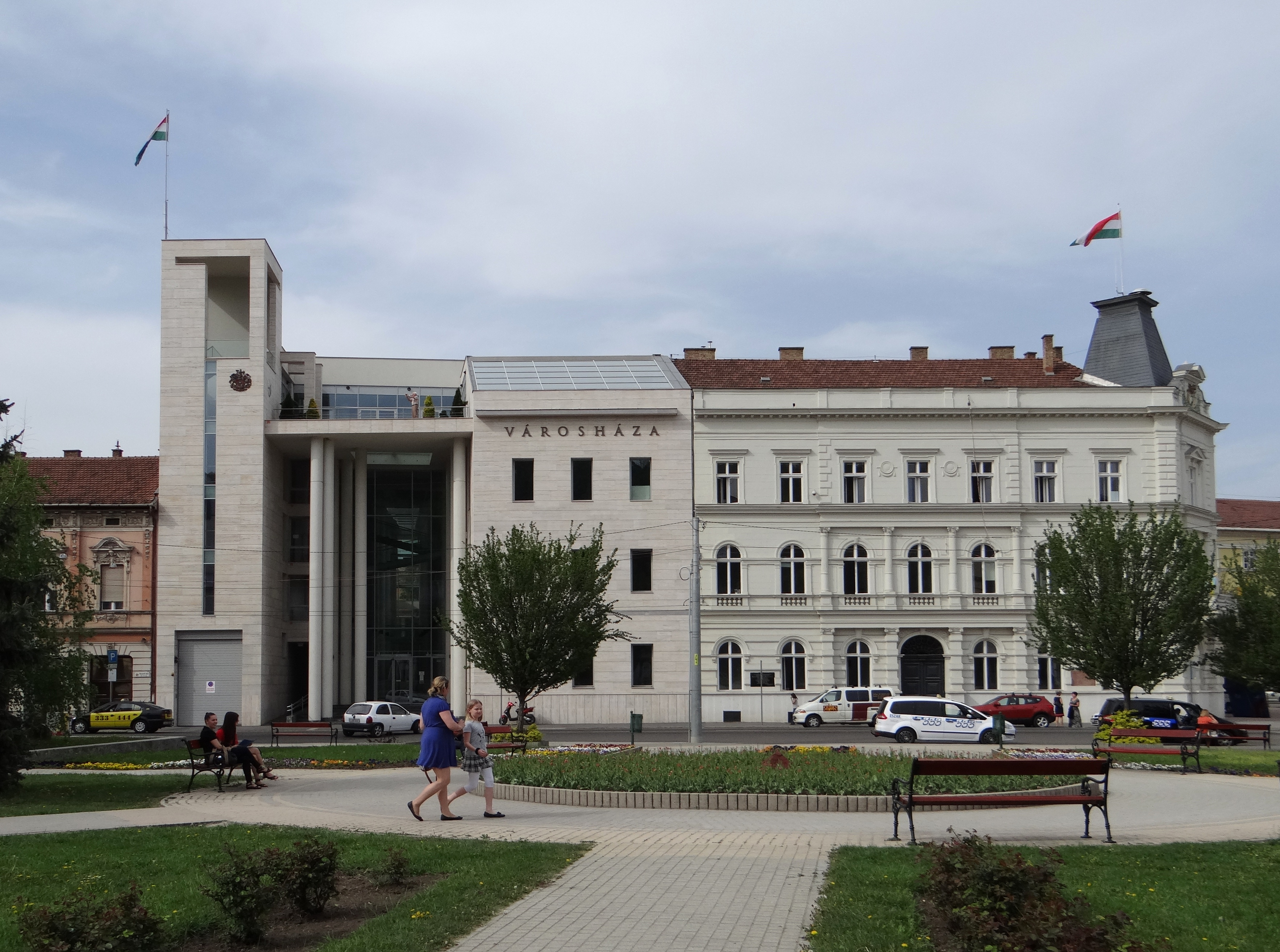
A Városháza új épülete (2. sz.)
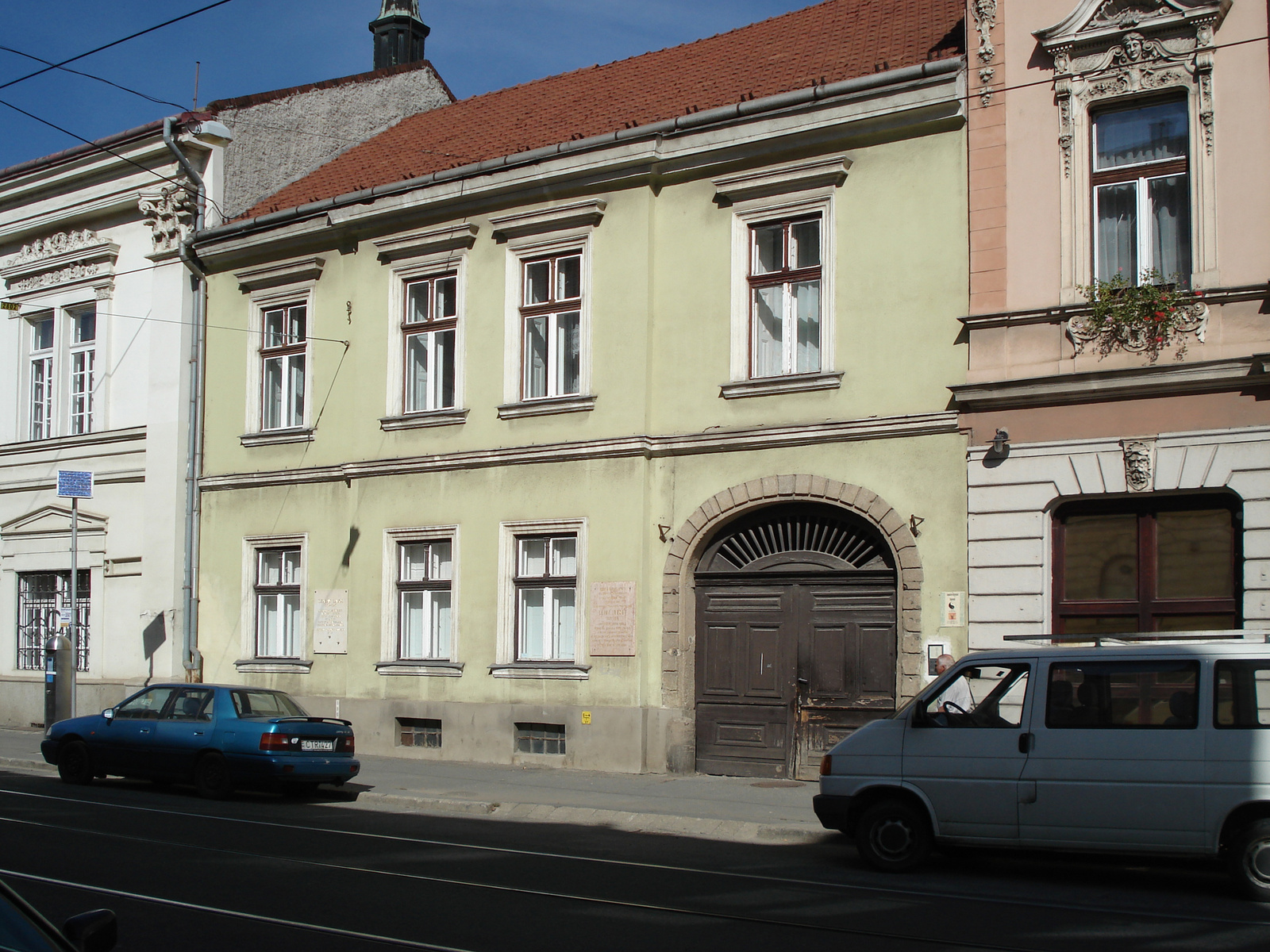
Mikuleczky–Lévay-ház (4. sz.)
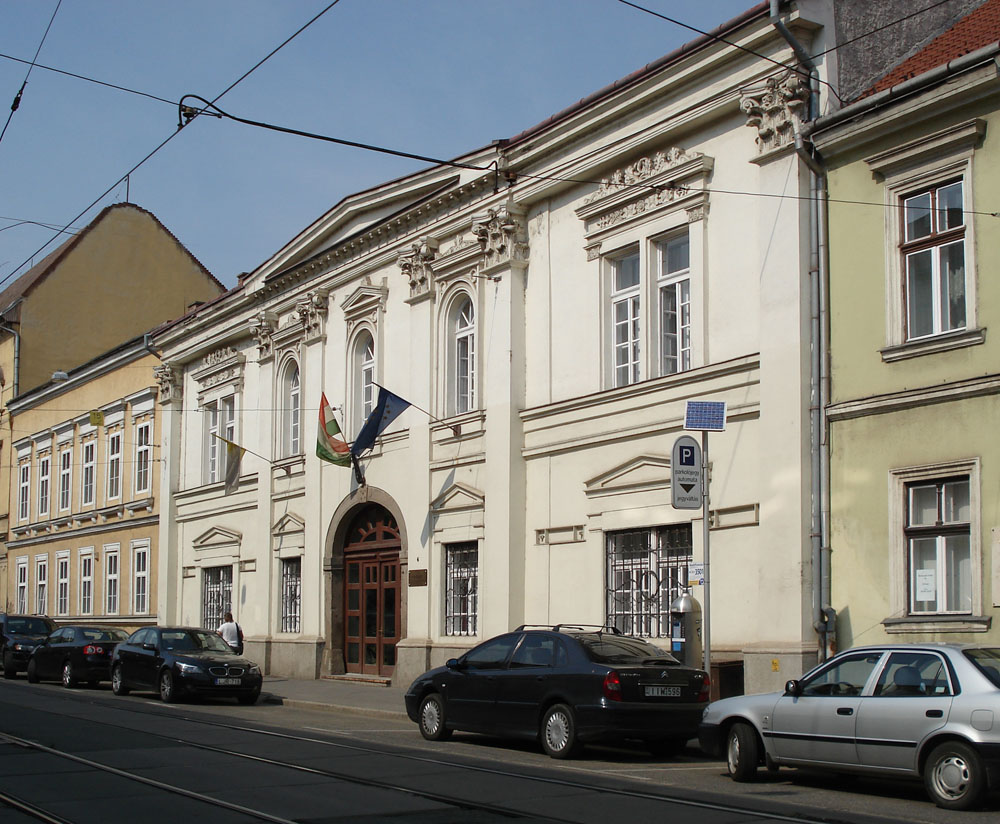
Báji Patay-ház (6. sz.)
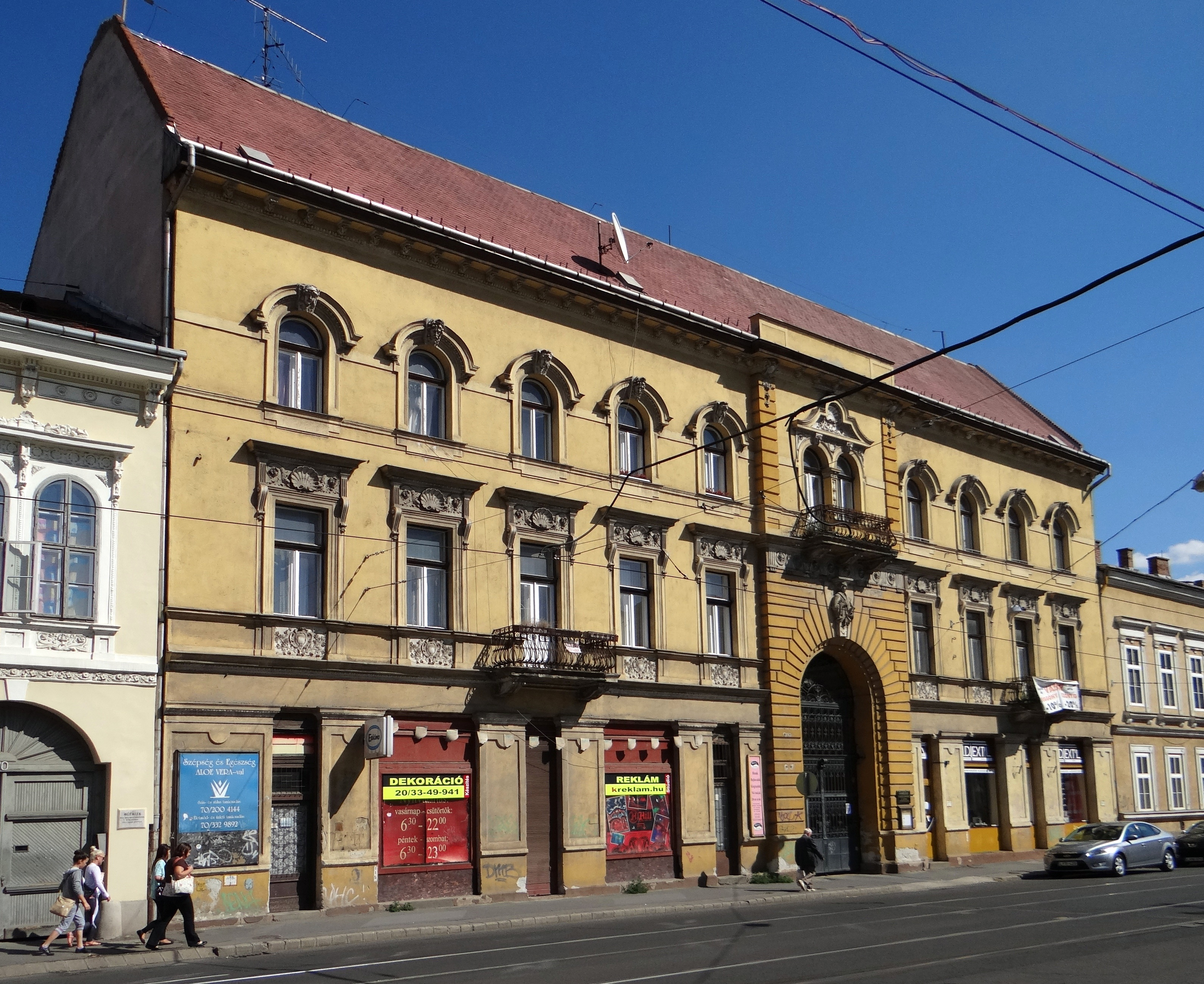
Luther-ház (8. sz.)
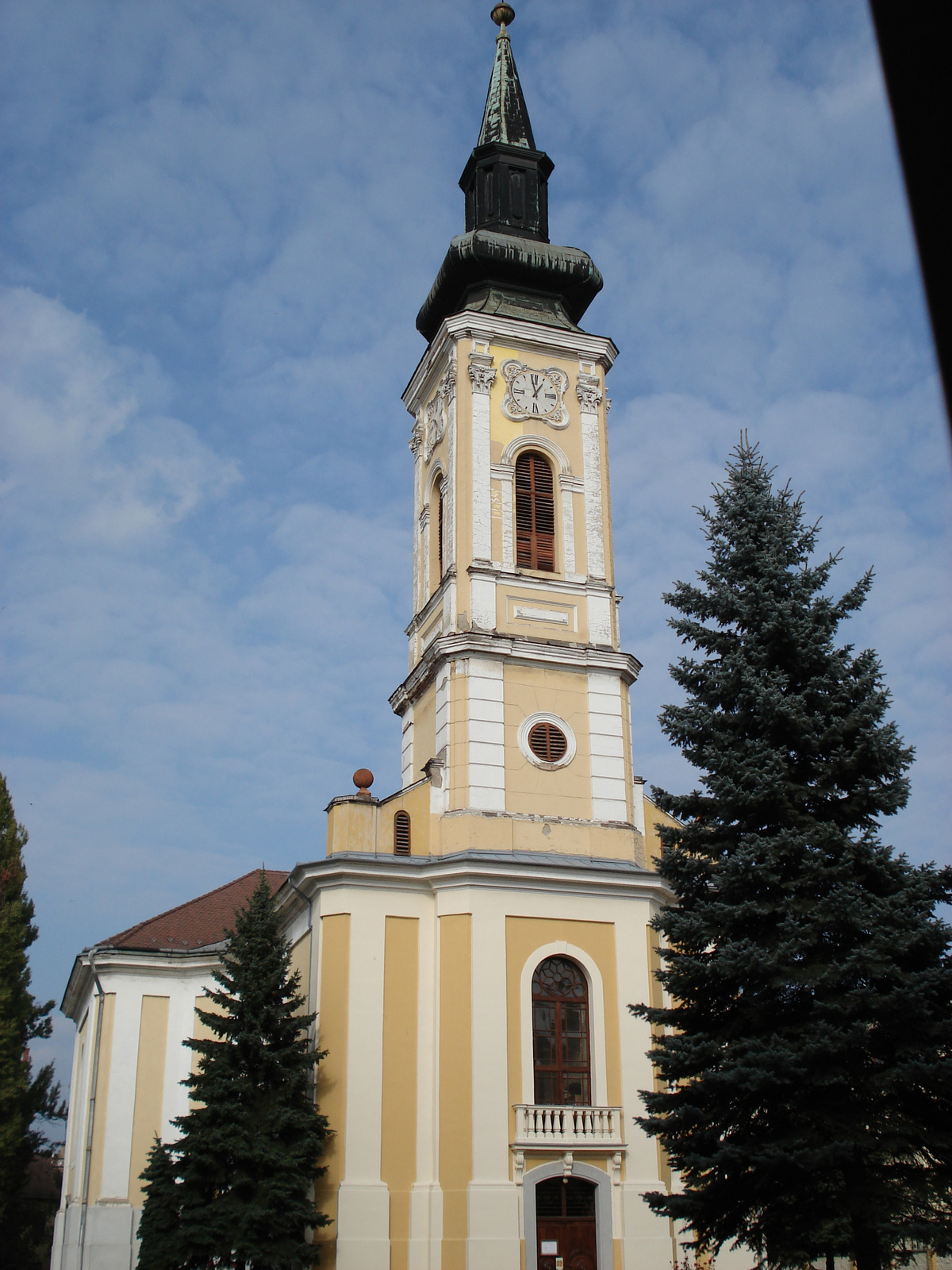
Belvárosi evangélikus templom (8. sz.)
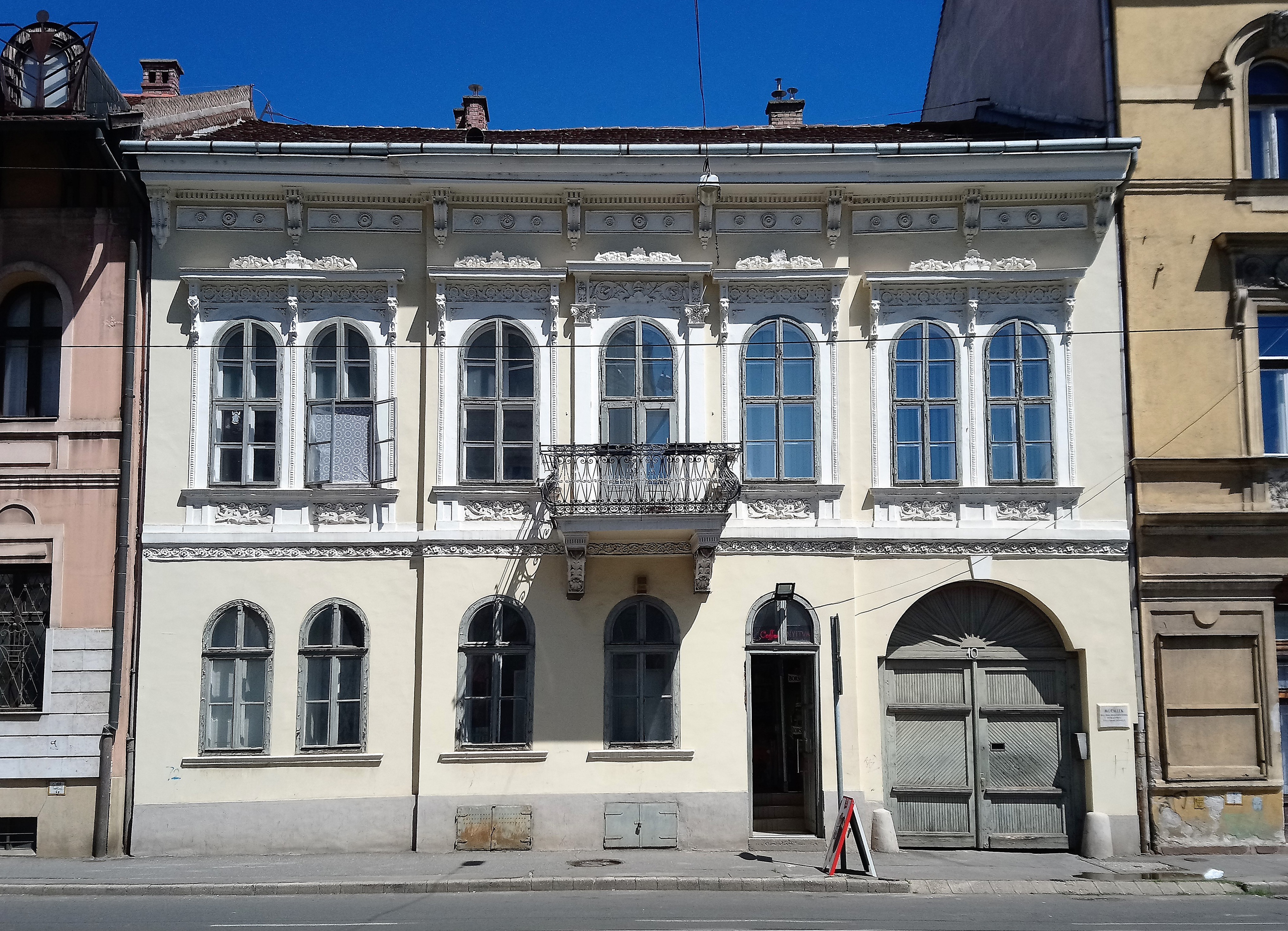
Peszkár-ház (10. sz.)
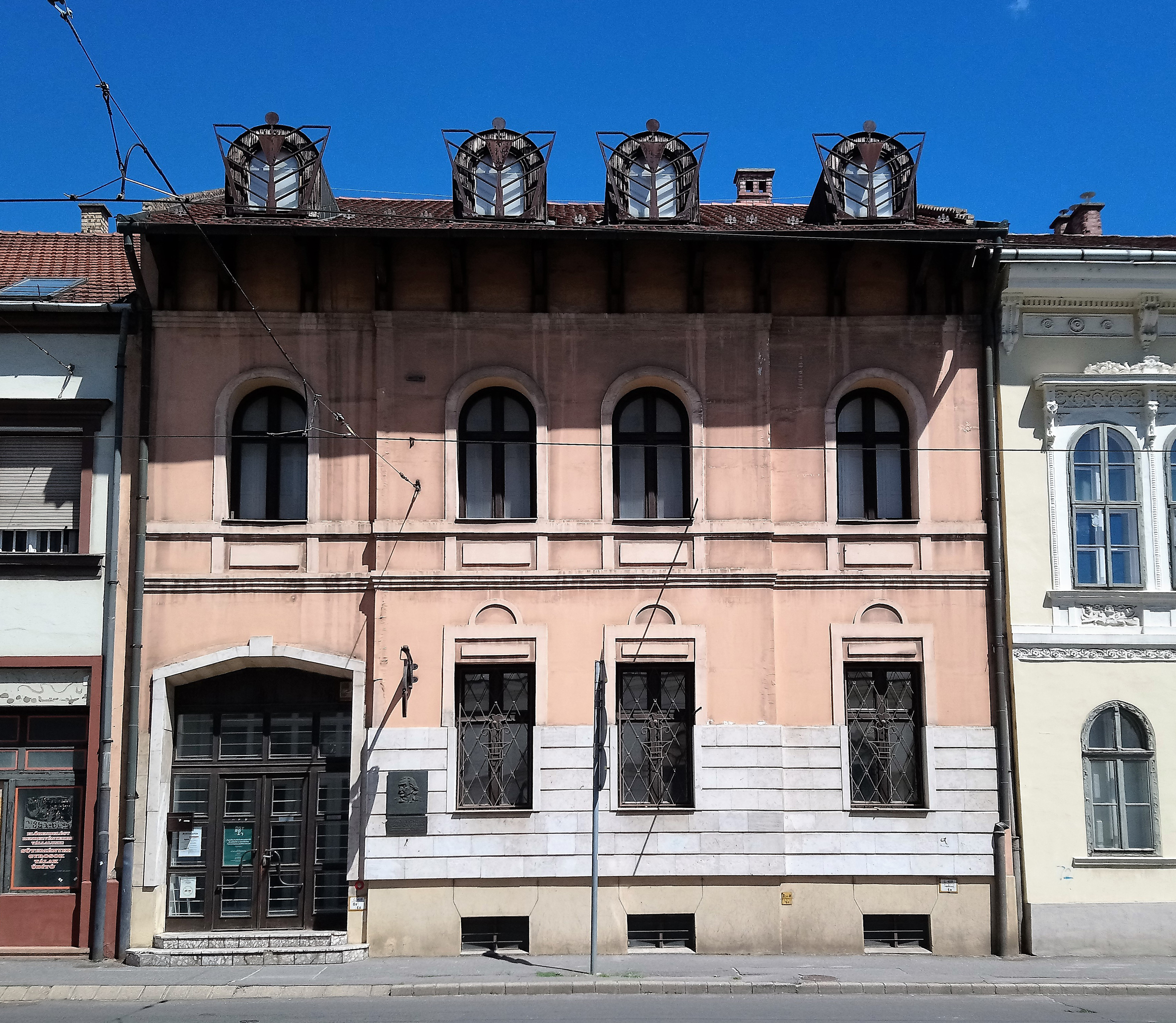
Petró-ház (12. sz.)
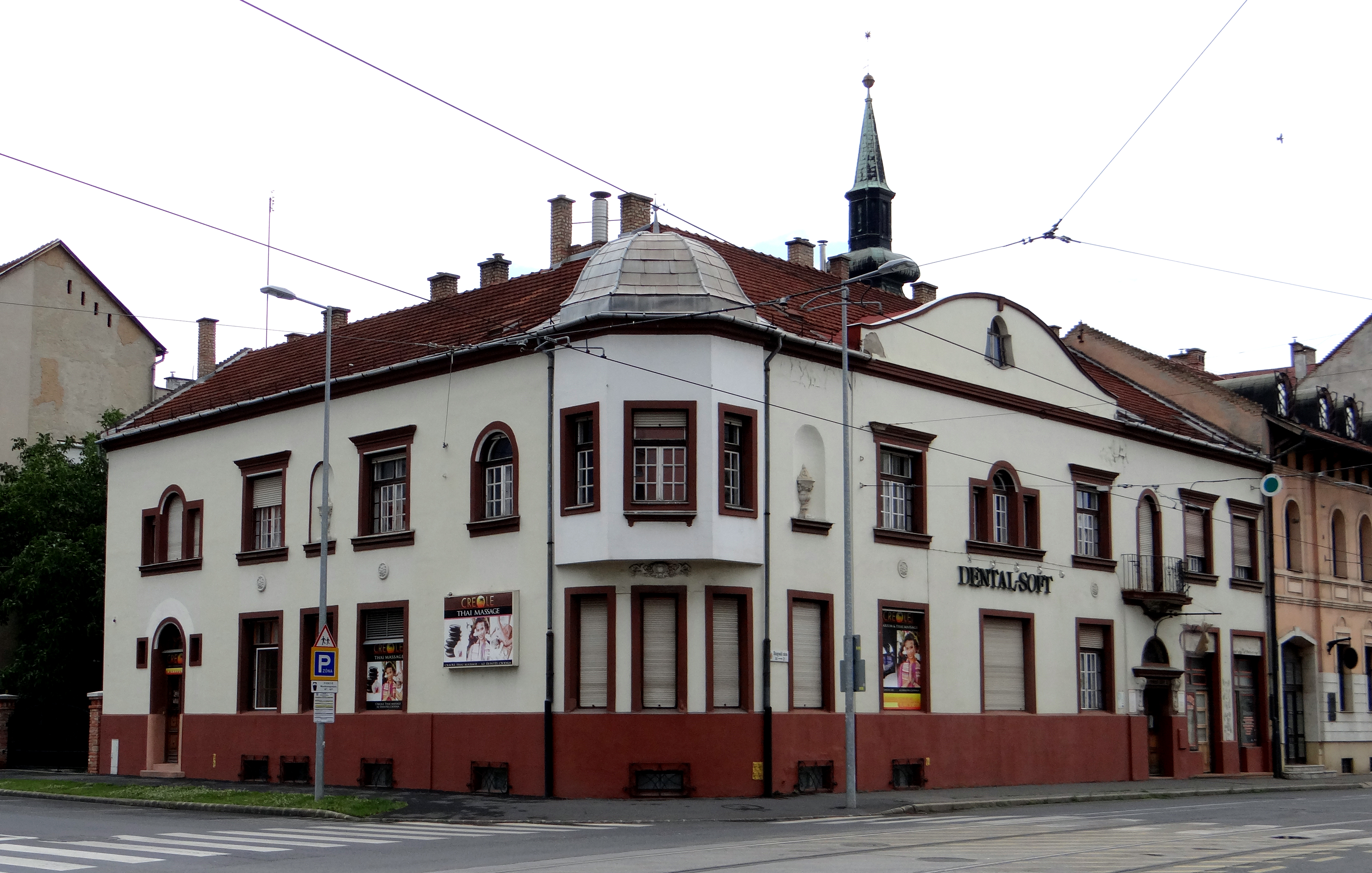
Bartus-ház (14. sz.)
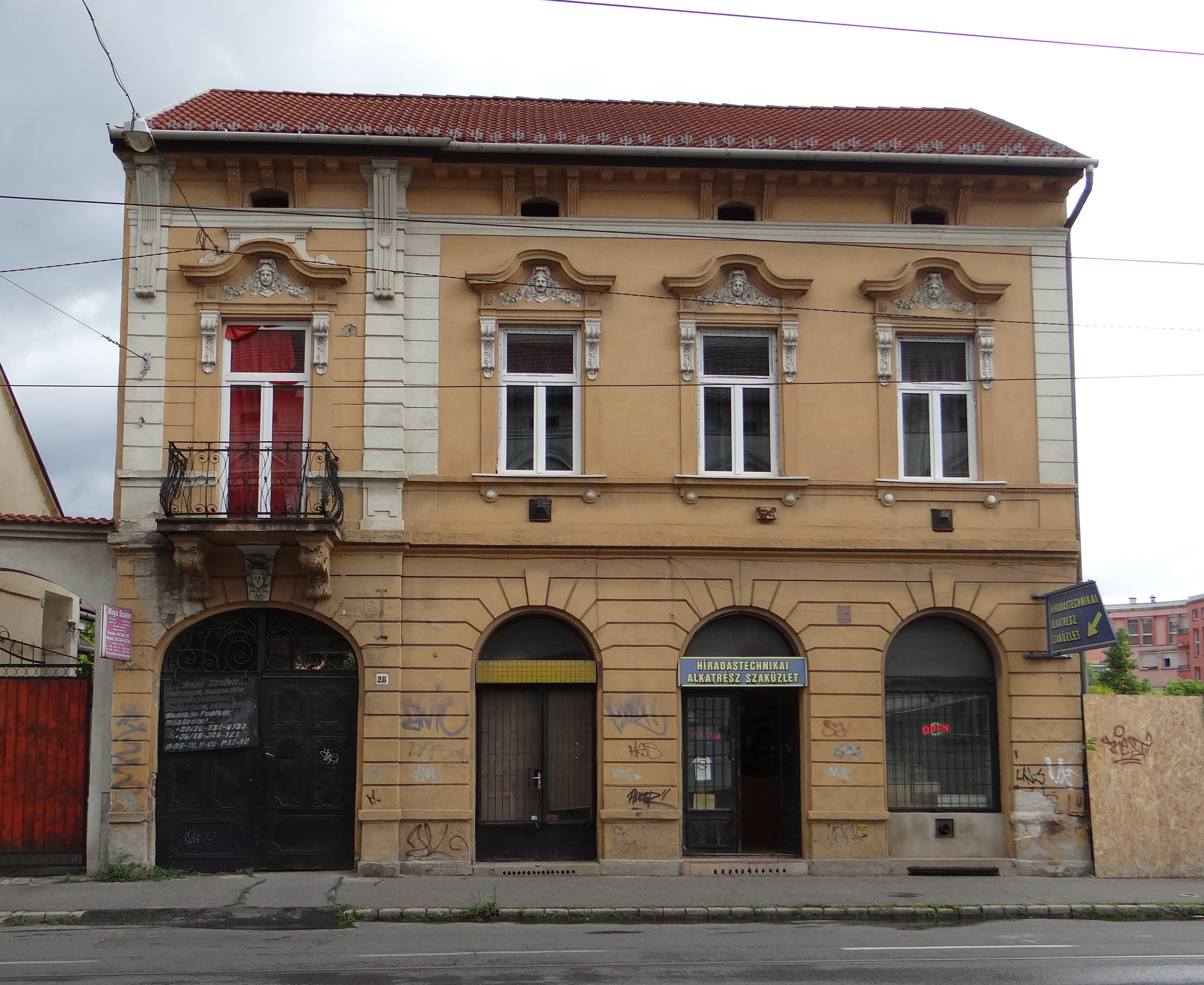
Tupler-ház (28. sz.)
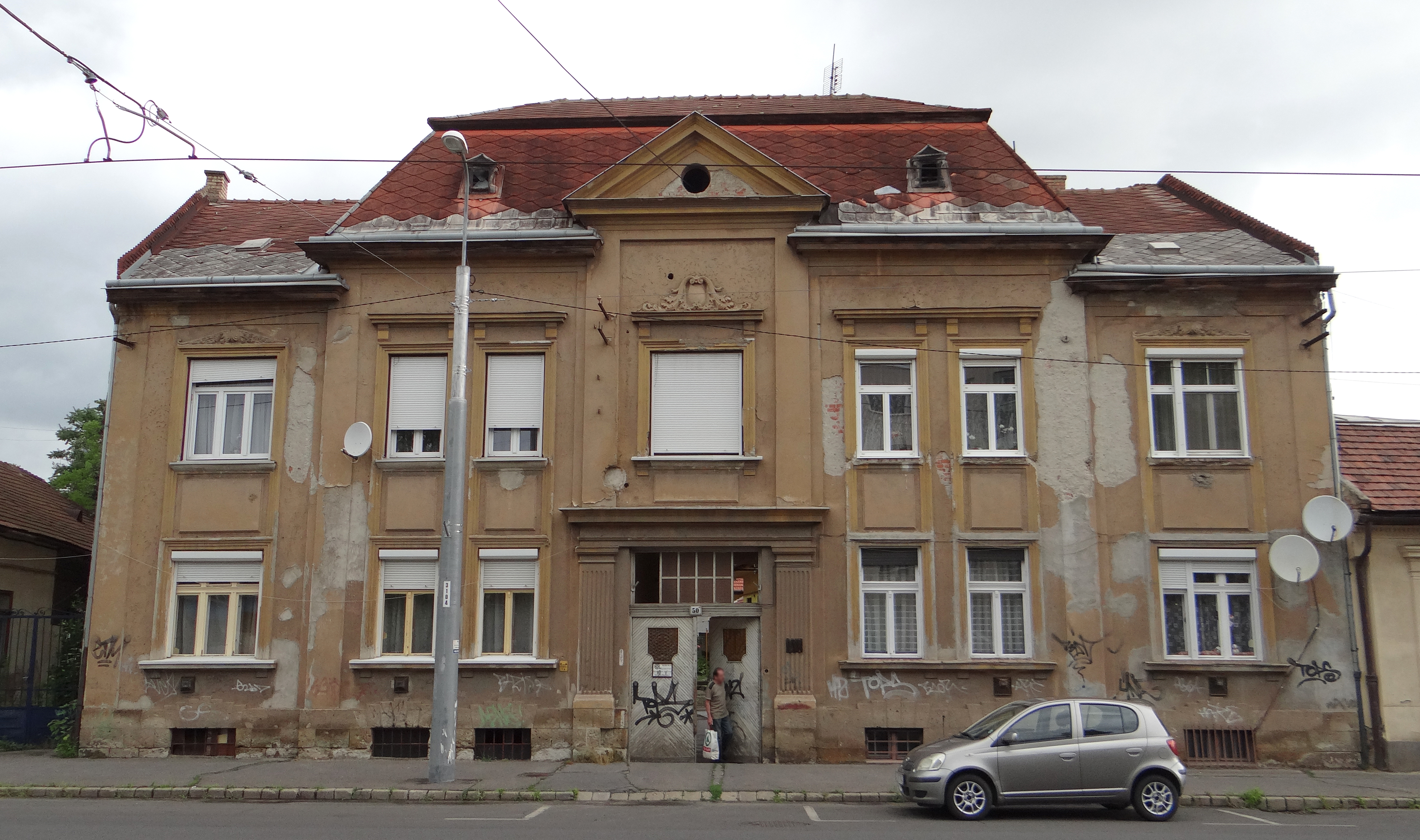
Tomán-ház (50. sz.)
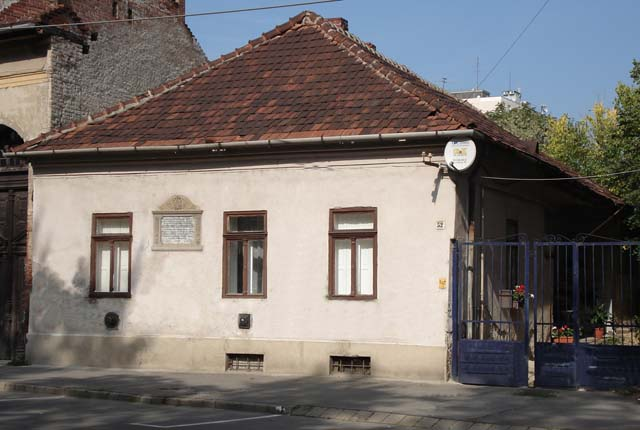
Déryné-ház (52. sz.)
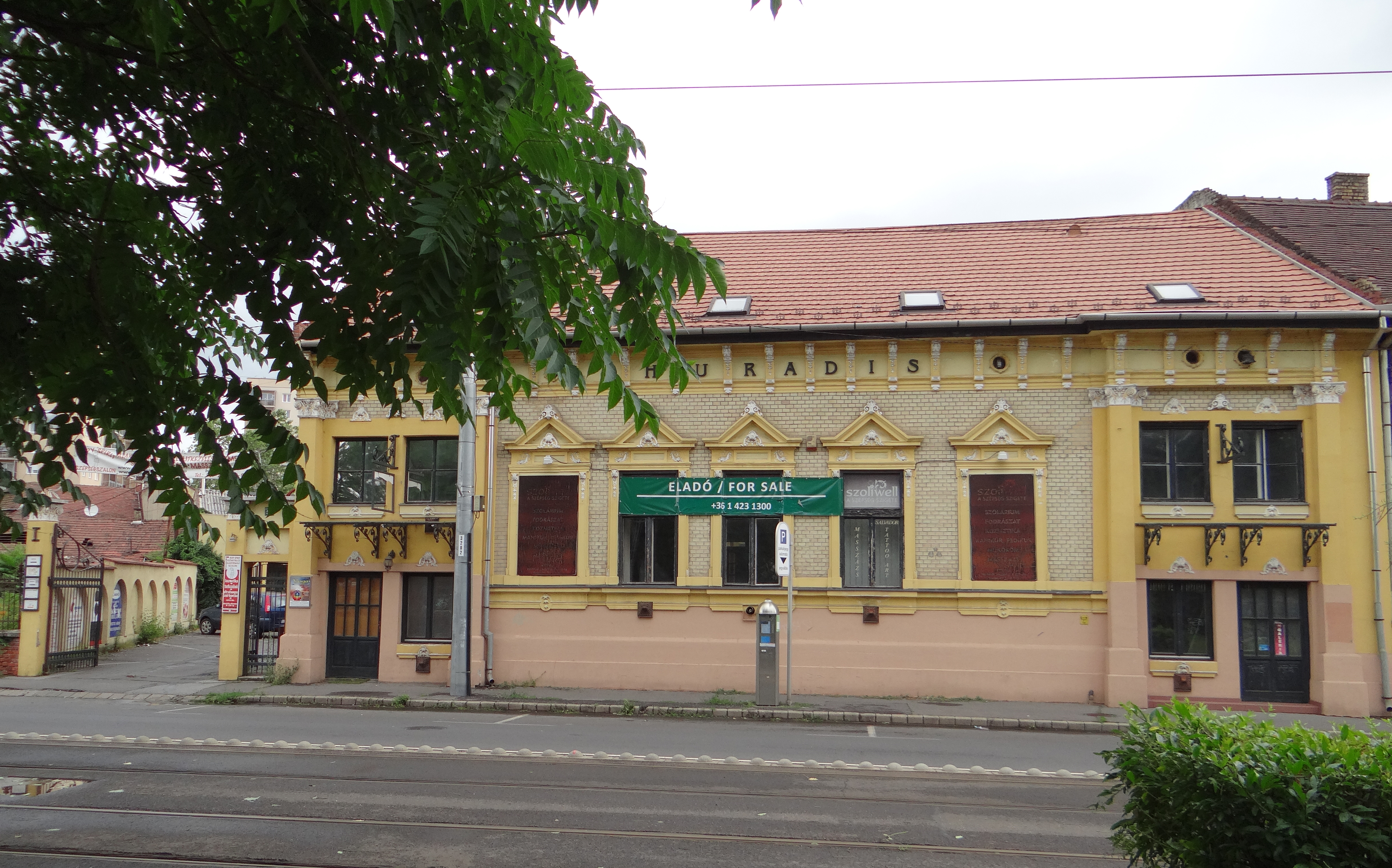
Kenyérgyár (56. sz.)

### Déli oldal
Jesze-ház (Hunyadi utca 3.)
Az egyemeletes Jesze István-féle ház 1896-ban épült, és azért is említésre méltó, mert ez a Hunyadi utca új, szabályozott nyomvonalát leíró rendelkezés első épülete, sőt, a déli nyomvonalat ennek a háznak a homlokzata jelölte ki. A héttengelyes ház szélső tengelyeiben van a két bejárat, ezek és a földszinti ablakok félköríves, az emeletiek egyenes lezárásúak, de utóbbiak fölött timpanonos szemöldökpárkány van. Az udvari részen helyezkedik el a körlépcsős, toronyszerű kiképzést kapott lépcsőház, amely déli irányból romantikus hatást ad a háznak. Az udvari függőfolyosót később üvegablakokkal zárták le. Az épületbe 1924-ben a Munkácsról ide menekült Papp Antal püspök és apostoli exarchátusa költözött be. Az egyházi funkciót az épület 1948-ig megtartotta. A házban ma szálloda működik. A Szent István tér kialakításakor, az 1. számú épület elbontása után, a keleti tűzfalhoz egy osztrák érdekeltségű bank épített fiókot, Hunyadi utca 1. címen.
Lichtenstein-palota (Hunyadi utca 5.)
Az egyemeletes sarokházat Lichtenstein László, a Hitelintézet igazgatója, Miskolc többszörös főispánja építtette. A pontos időpont nem ismert, azt azonban tudni, hogy 1895-ben még nem ő volt a tulajdonos, de 1905-ben már igen, és 1900-ban már fényképen is látszik a ház. Valószínű, hogy a szomszédos Jesze-ház elkészülte után nem sokkal épült. A reprezentatív, nagy alapterületű épület Hunyadi utcai homlokzatán 12-, a Bartók tér felőli oldalon 8-tengelyes, és még a sarkon is van egy lemetszett tengely. A ház két ütemben készülhetett el, az első ütemben a kapubejáróig tartó rész készült el, majd 1914-ben, egy utcába benyúló ház lebontása után készülhetett el az épület 5+1 tengelyű keleti része. Az összeépítés nem felfedezhető a mai épületen. A sarkon üzletbejáró, fölötte kovácsoltvas korláttal ellátott erkély látható. A ház kapubejárója a Hunyadi utcai fronton, középen van. Ablakainak keretelése mindkét oldalon azonos: a földszintiek köríves, az emeletiek egyenes záródásúak. Az emeleti ablakok fölött timpanondíszek voltak mindkét oldalon, de a nyugati oldalról – feltehetően az 1950–60-as évekbeli felújítás után – eltűntek. Udvarán végig függőfolyosók voltak kovácsoltvas ráccsal, de a déli oldalt beüvegezték. A 2000-es években megint felújították a házat, és a Miskolc Holding Zrt. működik benne.
Zenepalota (Hunyadi utca 7.)
A mai Bartók tér területén korábban a Szinva malomárkára telepített Bük-malom dolgozott, ezért is alakult ki ezen a helyen egy térség. Az 1878-as árvíz után a területet megtisztították a romoktól, és az akkor Luther térnek nevezett térség nyugati oldalán 1927-re felépült Wälder Gyula tervei alapján a kétemeletes Zenepalota, amely akkor a nevét Hubay Jenő hegedűművészről kapta. Az épület északi homlokzata a Hunyadi utcára, a keleti a Bartók térre, a déli a Szinvára, az újonnan kialakított nyugati a Dayka Gábor utcára néz. A keleti főhomlokzat 3+5+3 tengelyes, és a földszinten nyolc dór oszloppal ékes portikusz díszíti. Az épületet 2009 és 2011 között felújították. A Zenepalotában a Bartók Béla Zeneművészeti Szakgimnázium és a Miskolci Egyetem Bartók Béla Zenetudományi Intézete működik.
A Magyar Jövő Lapkiadó székháza (Hunyadi utca 13.)
A miskolci Magyar Jövő című lap első száma a Tanácsköztársaság bukása után, 1919. október 5-én jelent meg. Kezdeményezője a Magyar Nemzeti Szövetség Borsod megyei és miskolci csoportja volt. Szerkesztőbizottságában helyet foglalt többek között Görgey László megyei főjegyző, Putnoki Béla ügyvéd, Kozma Ferenc, a későbbi szerkesztő-igazgató, vagy Nessl Alajos reáliskolai igazgató, tulajdonosa és vezérigazgatója Árva Pál építész volt. A nyomást a Klein-, Ludvig és Szelényi Rt. végezte. A szerkesztőségnek eleinte Böczögő József, a Korona Szálló bérlője adott helyet, ezután a mai Déryné utca 9., majd a Kossuth utca 5. szám alá költöztek. A mai épület helyén két földszintes ház állt, ezeket elbontva 1927-re épült fel az Árva Pál tervezte, kétemeletes+tetőtér beépítéses székház. Homlokzata 1+6+1 axisú, két oldalán vannak a bejáratok, ezek fölött, az első emeleten félkörös, öblös kovácsoltvas korlátokkal rendelkező erkélyeket helyeztek el. Ablakai keskenyek és magasak, egyenes záródásúak. Az utcai front földszintjén volt a kiadó és a könyvkötészet, mögöttük az iroda és a raktár, az udvari részeken pedig a nyomda és szedőterem. Az első emeleten voltak a szerkesztői szobák és az igazgatósági titkárság helyiségei. A második emeleten még kialakítottak két lakást is. Az újság tulajdonosa az 1940-es években Kozma Ferenc volt. 1944. április 16-án a lapot betiltották, a szerkesztőség szétszóródott. Az épület az államosítások után a Miskolci Ingatlankezelő Vállalat tulajdonába került, lakásokat alakítottak ki benne. A ház eléggé rossz állapotban van, felújításra szorul.
Bérházak (Hunyadi utca 19–21.)
A mai két egyemeletes bérházat 1909 előtt emelték, Ungár Mór tervezte, építtette. A két épület magassági méretei azonosak, homlokzati kiképzésük is hasonló, bejárataik egymás mellett helyezkednek el. Mindkét épület Hunyadi utcai homlokzata hattengelyes, a jobb oldali, 21. számú saroképület nyugati oldala – a sarokkal együtt – kilenctengelyes. A két ház egy korábban egységes telekre épült, amelyen a nevezetes „Sárga fürdő” nagy alapterületű, földszintes épülete állt. A fürdő a nevét a ház színéről kapta, és egykori beszámoló szerint „a Szinva innenső oldalán alacsony, hosszú, sárga épület [állt], a hírhedt „Sárga-fürdő", melynek fényképalbumában sok miskolci hamis menyecske arcképét meg lehetett találni". A 2010-es években a MIK Zrt. Igazgatósága működik benne.

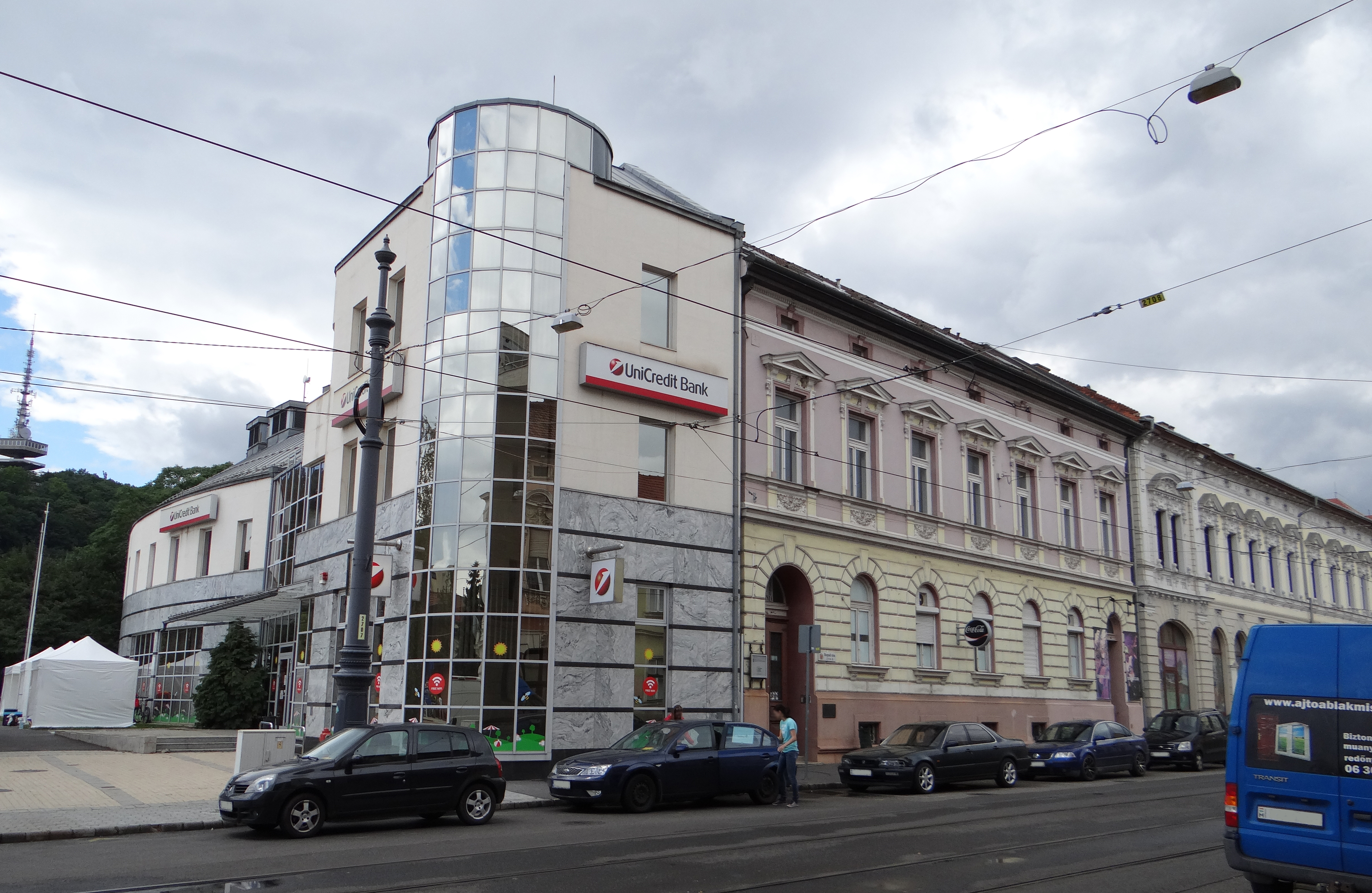
Jesze-ház (3. sz.)
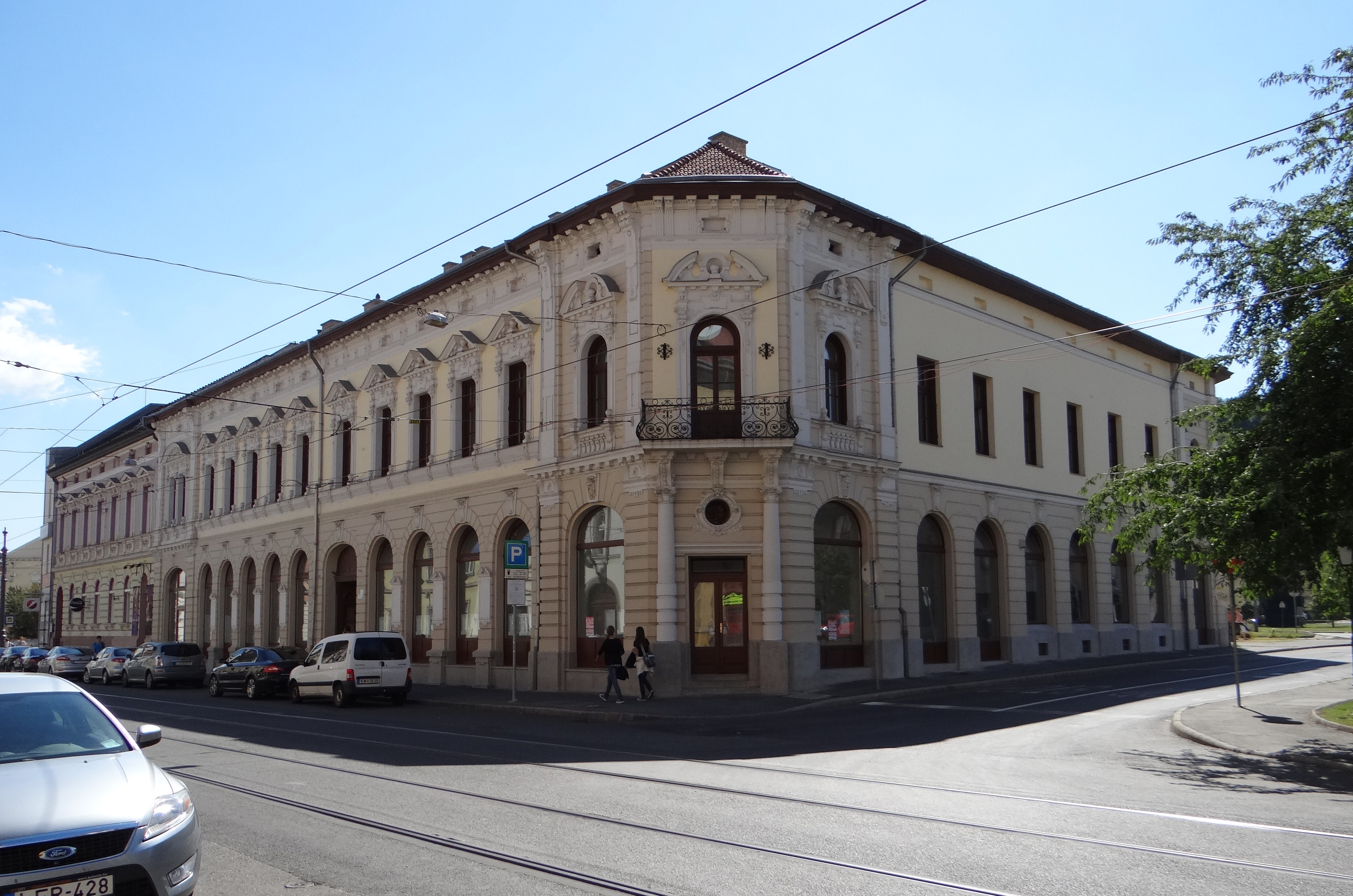
Lichtenstein-palota (5. sz.)
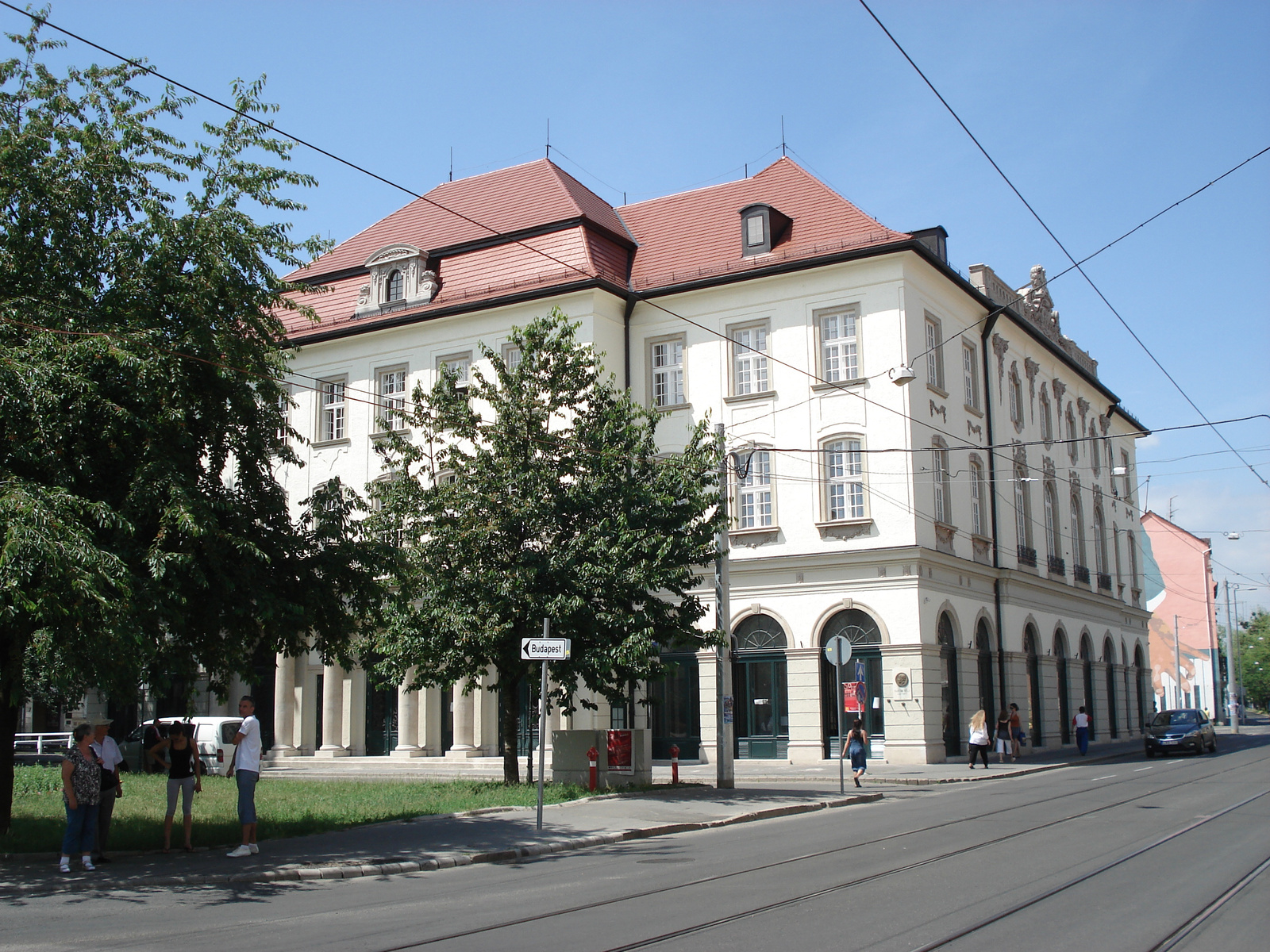
Zenepalota (7. sz.)
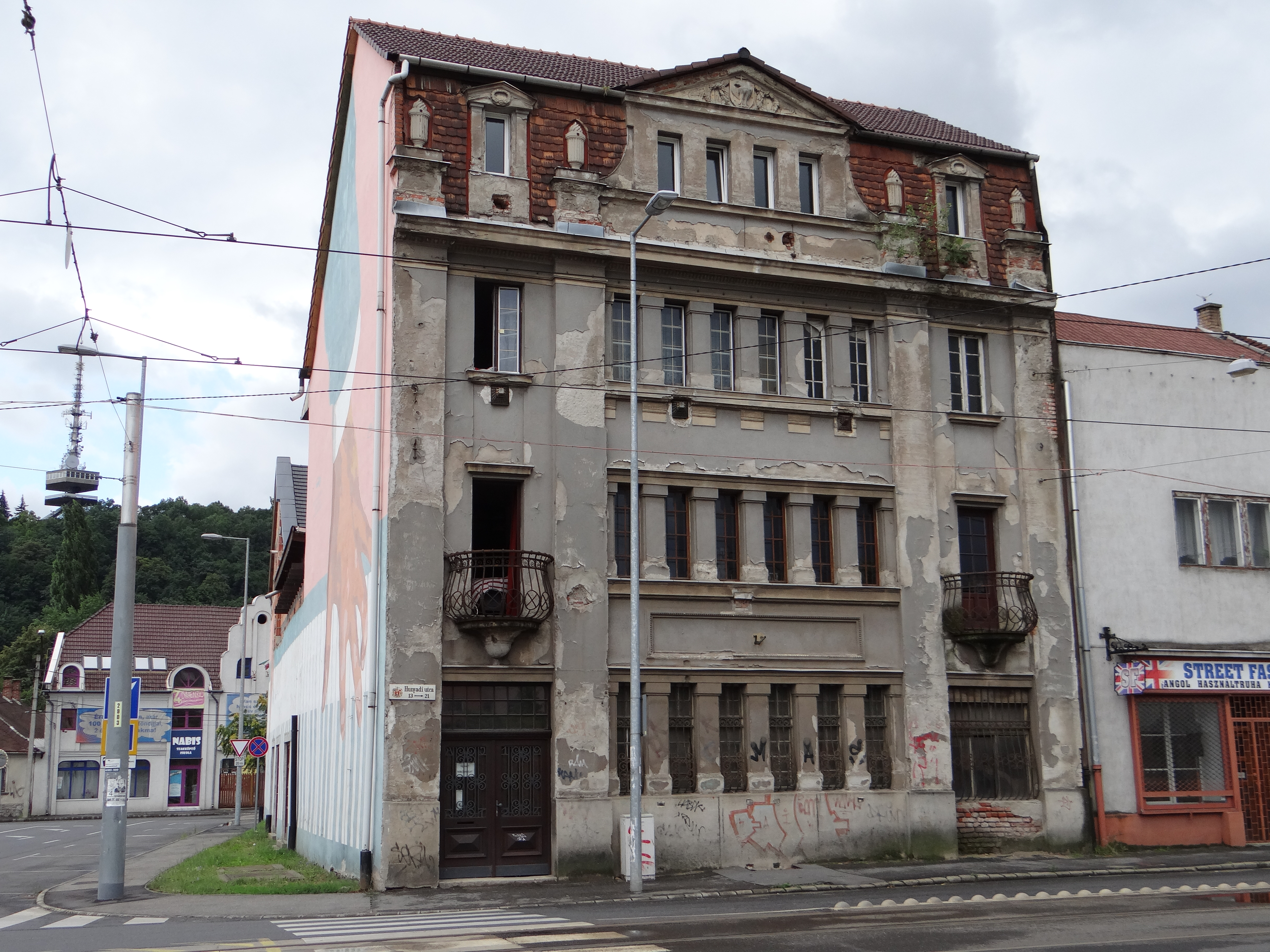
Lapkiadó (13. sz.)
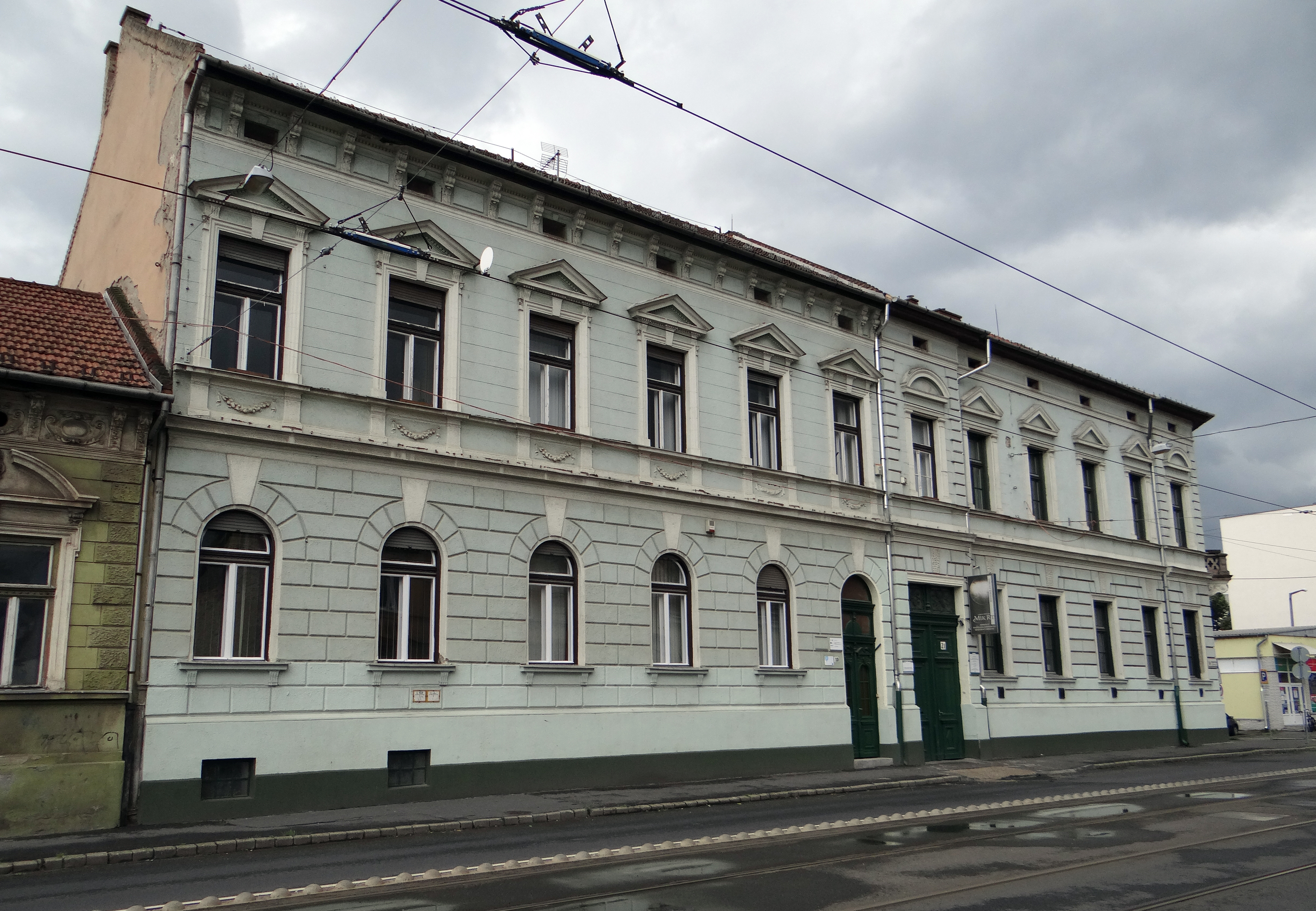
Bérház-MIK Zrt. (19. sz.)
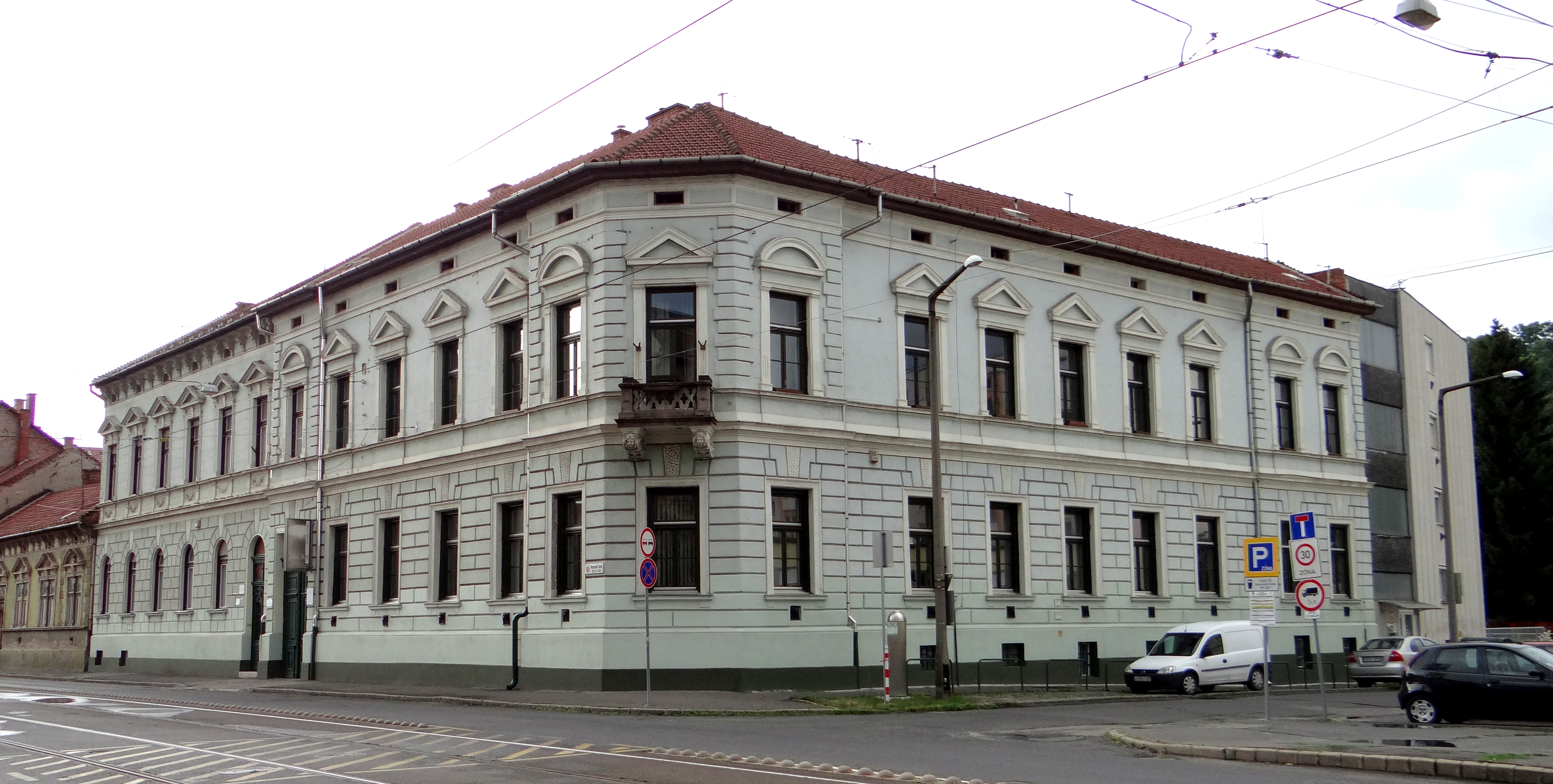
Bérház-MIK Zrt. (21. sz.)